# 優衣庫

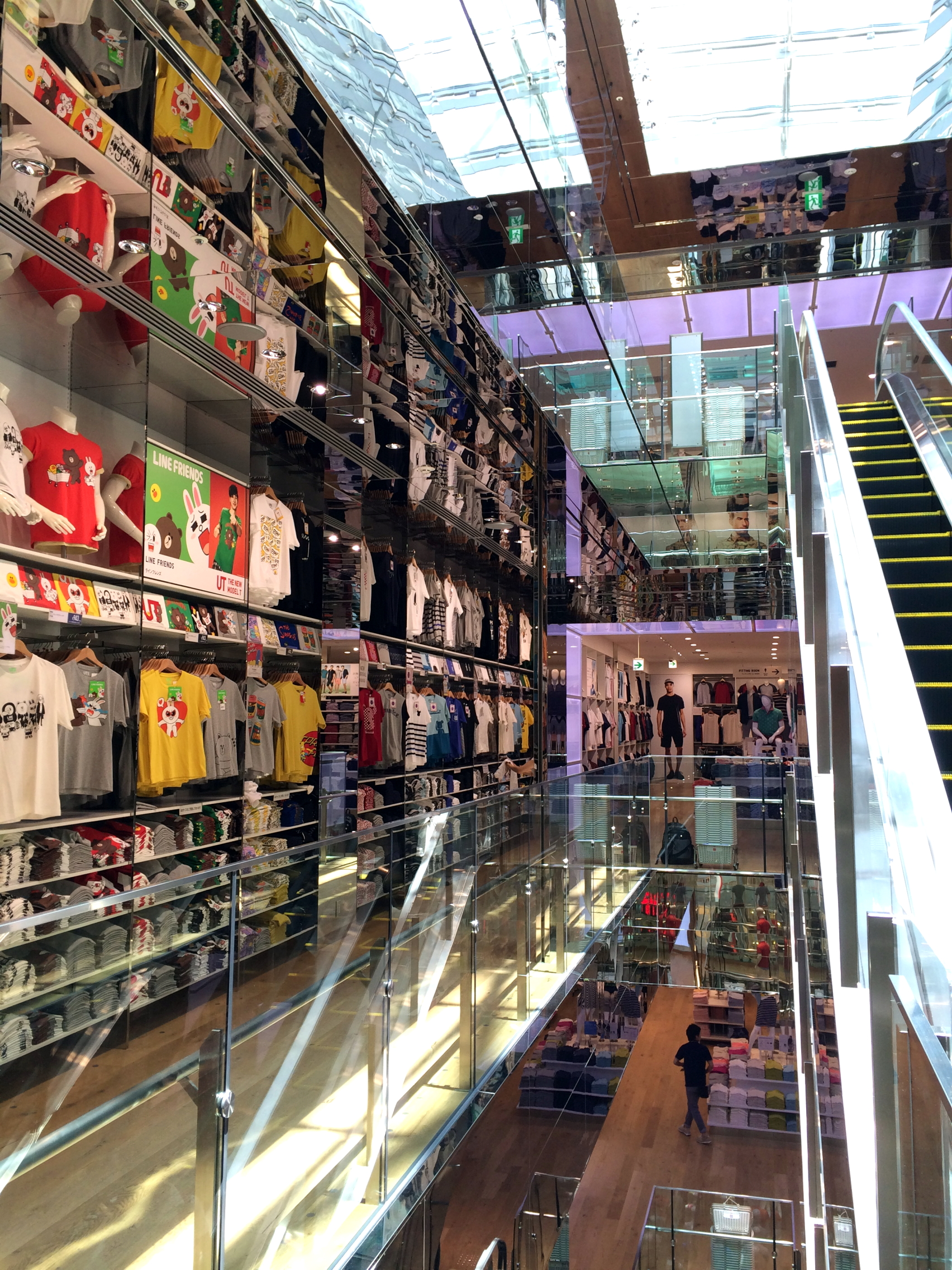
位於大阪市中央區心齋橋的Uniqlo環球旗艦店內貌

優衣庫（日语：ユニクロ）是經營休閒、運動服裝設計、製造和零售的日本公司。原本隸屬迅銷公司旗下，在2005年11月1日公司重整後，UNIQLO現在為迅銷的100%全資附屬公司，1999年2月該公司股票在東京證券交易所第一部上市。
並以預託證券形式在香港第二上市，2014年3月5日正式在香港掛牌上市（FAST RETAIL-DRS；股票代號：6288.HK）。定位為“快時尚”的Uniqlo，目前為全球知名服裝品牌之一，除了日本之外目前在全球十七個地區展開業務。

## 歷史
1963年5月，日本山口縣宇部市的男性服飾店「Men's Shop OS」（公司名：小郡商事）成立（メンズショップOS，於1992年4月改裝為UNIQLO）。現在，這個第一間店已不存在。
1984年6月，該公司在廣島市中區袋町開設了綜合服飾店「Unique Clothing Warehouse」（ユニーク・クロージング・ウエアハウス），當初簡稱為英文縮寫「UNI-CLO」。但是第一間店現已不存在。
1988年3月，在香港與當地商人共同設立一間商品採購公司宇寧製衣廠有限公司時，由於註冊商號人員誤將「C」填寫為「Q」作商業登記名稱，此後社長柳井正將錯就錯也把日本全部店名全改為使用「UNI-QLO」作為商標。
1991年9月，母公司名稱改為Fast Retailing（ファーストリテイリング，迅銷）。創業初期，UNIQLO在日本開設了多間大型店面，外觀為美國倉庫風格的建築，內部展示電影海報和明星的圖片作為裝飾，以中國大陸工廠生產的低價服飾作為主力的商品。
1997年，UNIQLO參考美國零售集團GAP的商業策略，開始設計及獨家銷售自己設計的成衣產品，目標改為提供低價格、高品質的產品，並請廣告公司對品牌進行宣傳，這樣的品牌形象轉換獲得成功。
2001年8月，該集團的營業額達到高峰，並於中國大陸成立Fast RETAILING（Jiangsu） Apparel CO.，LTD子公司。
2001年9月，首次在海外開設店舖，進軍英國市場。
但是，從2002年開始，UNIQLO在日本的庫存數量快速增加，英國的業績也並不理想。2002年、2003年8月份的業績大幅下滑。
然而UNIQLO卻開始事業擴展至東亞地區。
2002年9月，中國大陸首店（共2間），於上海開設。
2004年2月27日，收購national standard這個品牌的百分之七十以上的股權，並與時尚雜誌合作開發聯名商品，並起用藤原紀香等知名藝人進行廣告代言，此外也與公司以外的設計師進行合作，終於使該公司的總營業額在2004年成功獲得回升與增長。
2005年9月，又到香港尖沙嘴開設分店。
2007年4月，關閉了在美國紐澤西州分店後。在2007年12月，又與樂天（LOTTE）攜手合作在韓國首爾市開設韓國第一家UNIQLO明洞大型店。
2008 年	UNIQLO 拿下世界廣告三大。
2009年7月，再一次進行收購，將theory這個品牌轉變為自己的子公司。
2010年4月6日，在臺灣設立台灣優衣庫有限公司，於該年10月7日台北阪急百貨店開幕，造成搶購熱潮。
2010年11月4日，進軍馬來西亞，設立全東南亞最大的一家分店，開幕時造成不小的轟動，甚至有顧客在前一晚就開始排隊。
2011年9月23日，台北明曜百貨旗艦店開幕，是第6間全球旗艦店。
2013年4月，香港旗艦店於銅鑼灣利舞臺旗艦店開幕，樓高3層佔地超過37,500平方呎，提供各式各樣最新、最多元化的時尚休閒服飾，在香港掀起另一股熱購旋風。
2014年漲價5%，但2016年下挫10%，導致客源流失。社長柳井正坦承過去漲價是錯誤，日本店將原本只在週末折扣，改為「全年優惠」。
2018年，定期與不同的設計師進行聯乘的Uniqlo，宣布將會與北歐品牌 Marimekko 進行聯乘，這次的系列以品牌最標誌性的圖案作主導，配合簡約的線條和現代化的剪裁，屬永不過時和實用性兼備的款式。
2018年1月，Uniqlo 公佈與J.W. Anderson的首個聯乘系列。系列以英國經典工作服為設計靈感，創造了一系列的格紋設計與針織款式，營造充滿蘇格蘭風情的氣氛。雖然品牌尚未公布整個系列的完整設計，幾張預告照片只見低調的棉麻襯衣、牛仔外套的款式。而J.W. Anderson 指出用上這些物料是為了回應 1950 年代的次文化運動，期望為大家帶來一個簡單但每人都必需要擁有的基本款式。 2018年4月，雙方再次合作，於春夏季再次推出聯乘系列，Jonathan Anderson亦特此飛到東京發布該系列。接受訪問時，Anderson稱讚Uniqlo能夠以如此低廉價格提供高質衣物。
2018年5月，繼KAWS與Uniqlo合作推出的snoopy聯乘後，兩者再次合作，推出芝麻街聯乘款式。
2018年7月，Uniqlo母公司集團Fast Retailing宣布正式收購巴黎品牌 Lemaire的部分股權。
2018年，Christophe Lemaire成為Uniqlo的Uniqlo U系列的創意總監，每季皆推出簡約、價錢親民的系列。而Uniqlo於8月公布品牌最新由 Christophe Lemaire所設計的 Uniqlo U 秋冬系列造型照，別具現代感。
2018年10月， Uniqlo宣布Alexander Wang推出聯乘系列，系列包括連身衣、T 裇、緊身褲和內衣。
2019年1月， Uniqlo宣布與Nintendo推出聯乘系列，系列包括35款T裇等。
2019年9月20日，台北東區 ATT4 fun形象概念店即將開幕，與地方及藝術家結合更貼近LIFE WEAR.
2020年至2023年間，迅銷集團(6288)因所疫情及社會事件等不明朗因素影響下導致香港股價連續尋底更暴跌至歷史新低位並一度跌穿2014年招股價。多間券商評為跑輸大市;反觀與(9983)日本股價表現形成強烈對比。

## 贊助活動
從1998年的長野冬季奧運開始，到後來的2002年鹽湖城冬季奧運，和2004年的雅典奧運，UNIQLO提供了日本代表隊在奧運開幕式中穿著和移動用的制服。也在2003年至2005年間提供日本職業足球聯賽乙級隊伍草津溫泉隊的制服。
2015年，在香港舉行大學生獎學金計劃，旨在幫助鼓勵青少年參加社會主導作用的一個新方案。該獎學金計劃提供學生資金和機會了解企業的運營，企業結構，人才和國際化公司的戰略發展。

## 爭議事件
- 2014年，臺灣的35歲已婚日本籍的店長「原田剛彥」涉嫌色狼行為，經偵查後，臺灣新北地方法院判處原田剛彥10月徒刑[19][20][21][22]。

- 2015年7月14日，北京發生三里屯优衣库视频事件。

- 2019年10月22日，優衣庫一則秋冬廣告，遭南韓人質疑是想洗白日本殖民史，讓韓國人群起憤怒，揚言抵制，南韓所有優衣庫分店生意一落千丈[23]。

- 2022年3月8日，在俄羅斯入侵烏克蘭引發全球各大公司抵制俄羅斯時，UNIQLO發言人明確表示不會對俄羅斯門市暫停營業或撤離等抵制動作。[24]引發反彈後，UNIQLO於3月10日宣布退出俄羅斯市場經營。[25]
- 2024年11月28日，优衣库总裁柳井正在接受BBC记者询问是否采用新疆棉花时回答道：“我们没有使用...谈到我们使用什么棉花...实际上，如果我继续说，就变得太政治化了，所以我们就此停止吧[26]。”环球时报、央视网在报道中将柳井正的话翻译为：“我们不使用（新疆棉花）[27][28]。”事后，优衣库在中国社交媒体上受到批评并被抵制[29]，多个相关词条冲上微博热搜[30]。中国外交部新闻发言人毛宁在记者会上表示：“希望有关企业排除政治影响和不良干扰，独立做出符合自身利益的决策[31]。”

## 全球店舖數量
截至2025年2月中，優衣庫在全球25個地區設有2,518間店舖，其中日本本土佔814間，海外佔1,704間，各地區下列數據更新截至2025年2月16日。

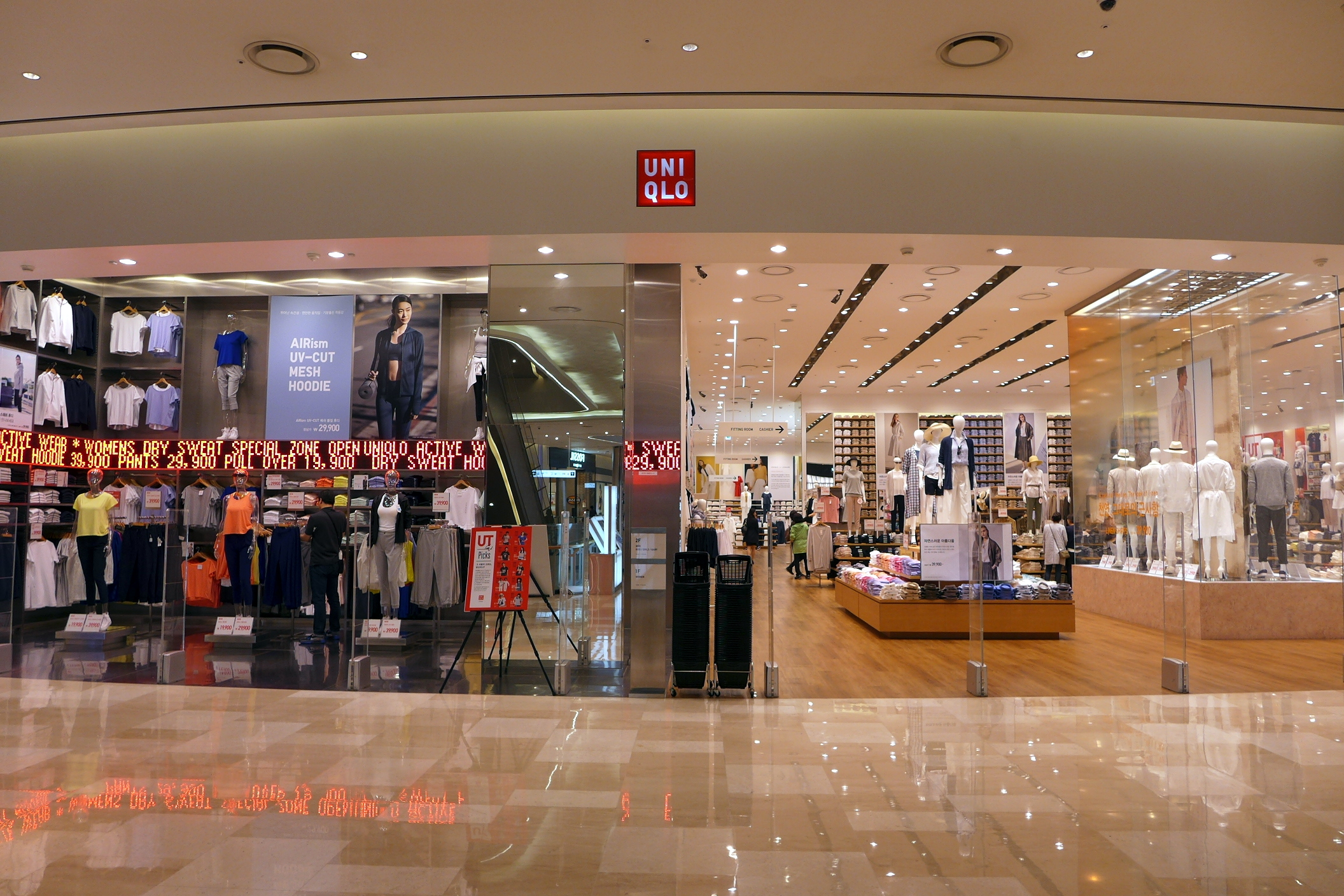
位於首爾樂天世界購物中心內的優衣庫店面

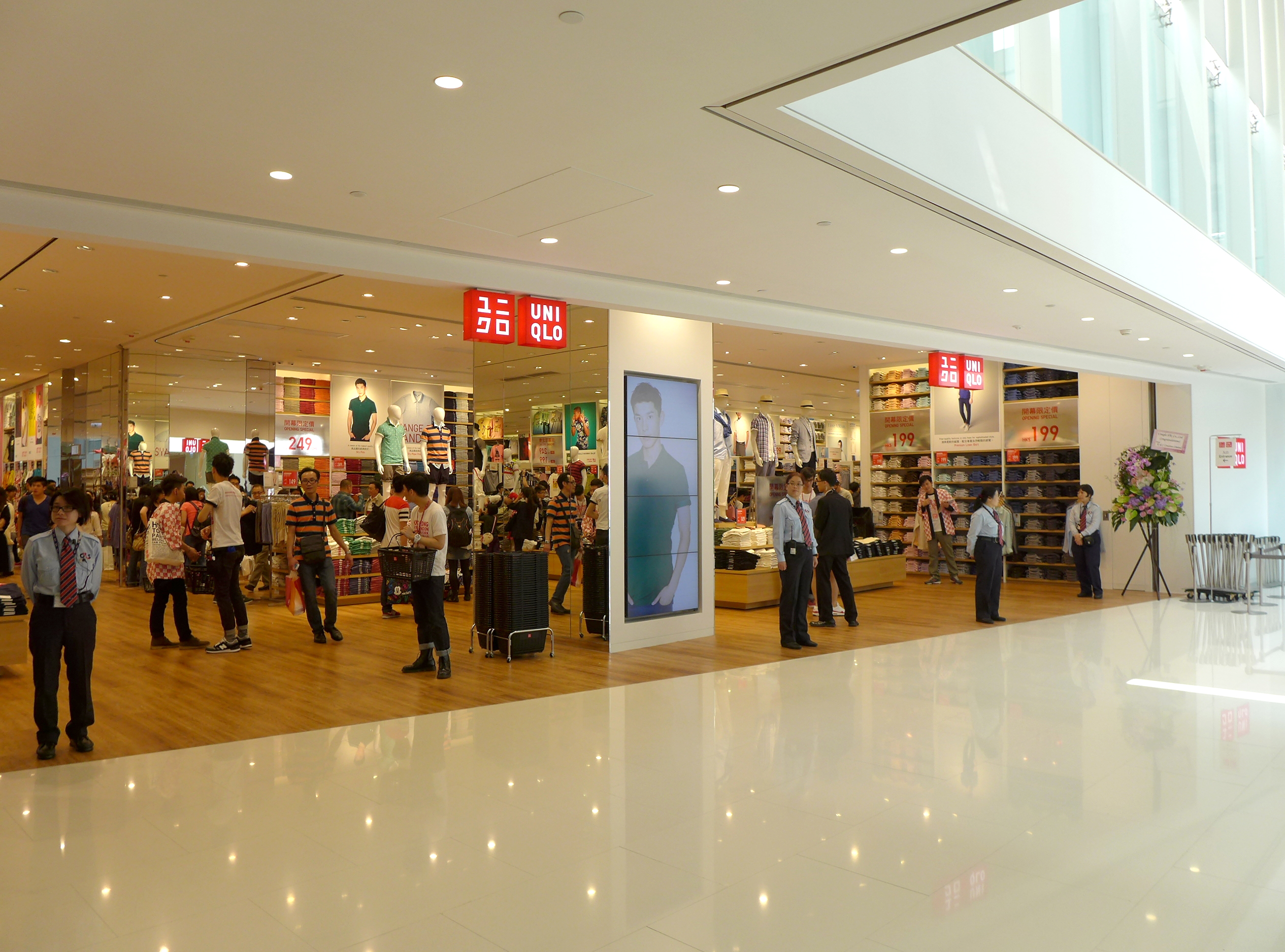
位於香港海港城內的優衣庫店面

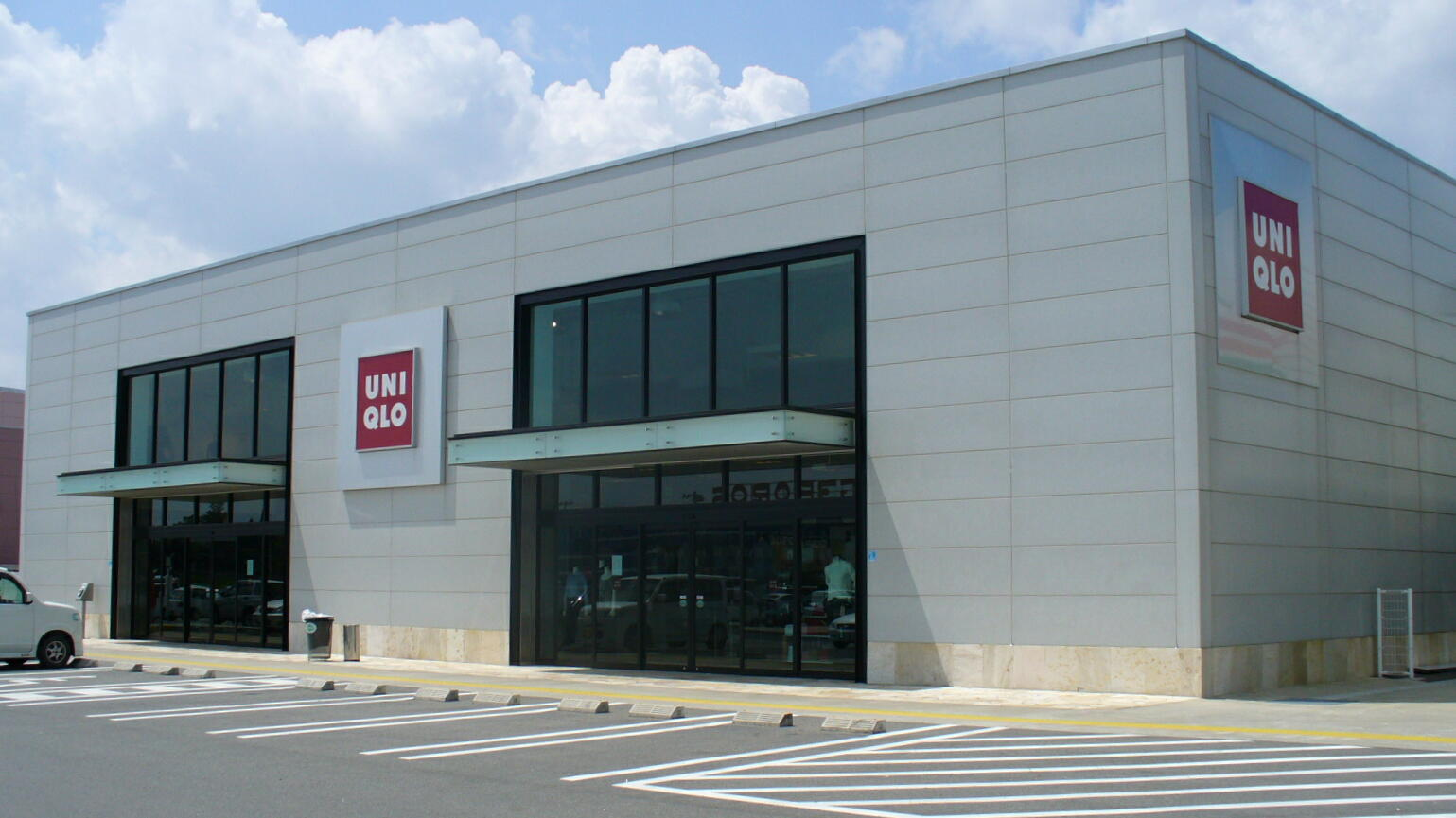
位於日本南相馬市的UNIQLO店面外觀

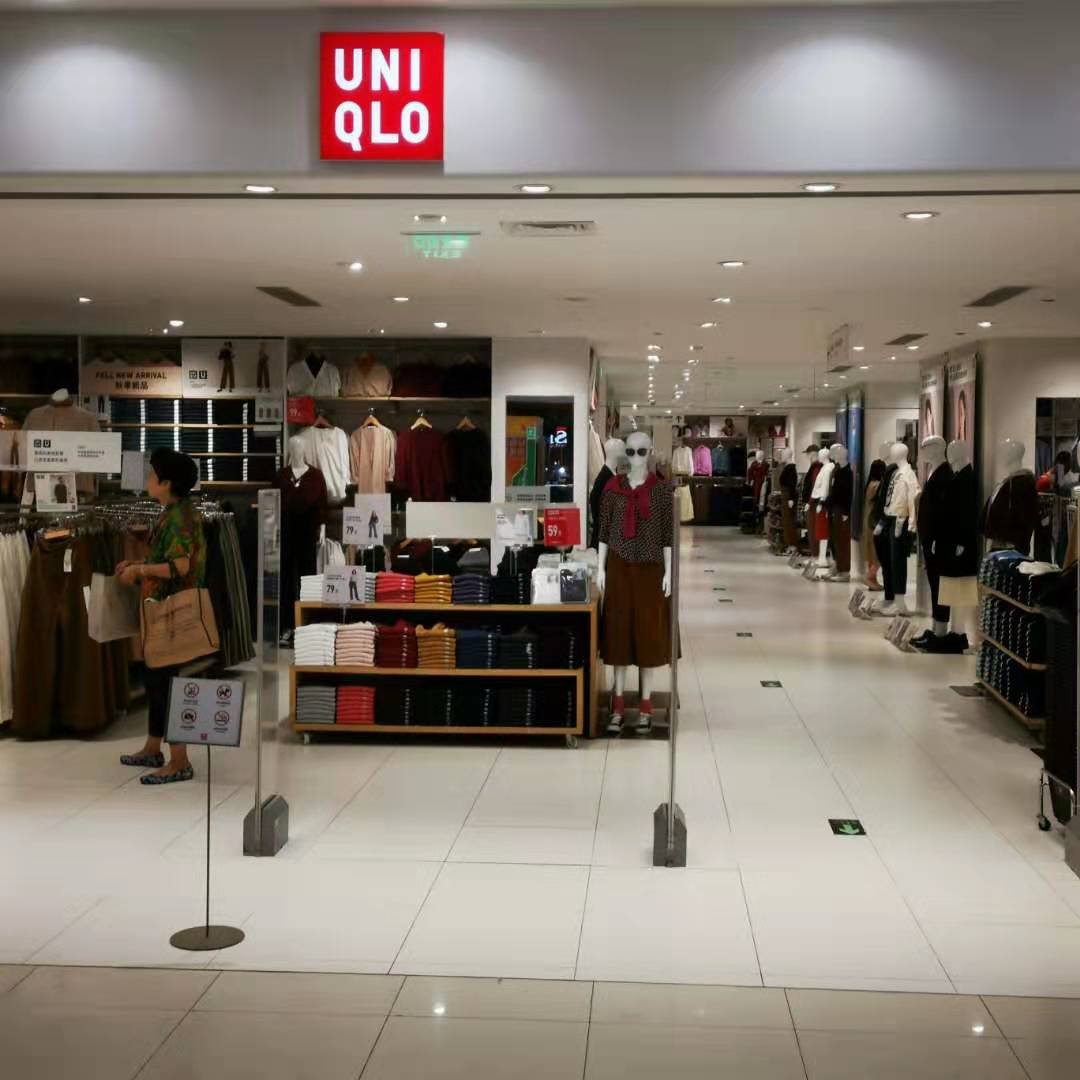
位于北京西直门的UNIQLO店

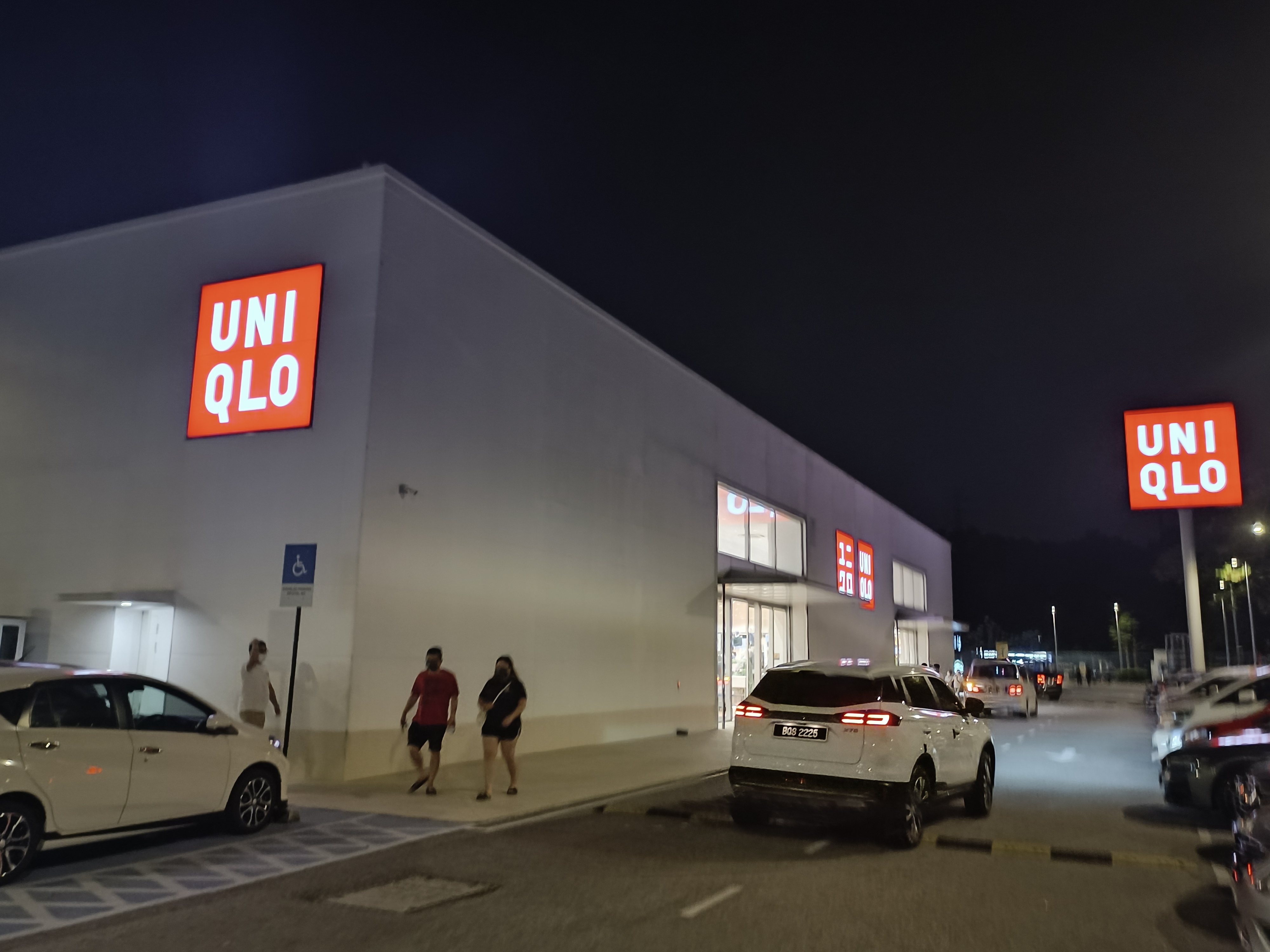
位於马来西亚雪兰莪州斯里白沙罗的UNIQLO店面外觀

### 日本國內
亞洲
- 日本：814家
  - 直營店舖：804家
  - 加盟店鋪：10家

### 日本海外
亞洲
- 中国大陆：917家
- 香港：31家
- 澳門：2家
- 臺灣：70家
- ：126家
- 新加坡：28家（2025年2月[33]）
- 马来西亚：52家
- 泰國：61家
- 菲律賓：70家
- 印度尼西亞：55家
- 越南：15家
- 印度：9家

美洲
- 美国：45家
- 加拿大：16家

歐洲
- 英国：15家
- 法國：26家
- 俄羅斯：44家
- 德国：10家
- 比利时：3家
- 西班牙：5家
- 瑞典：3家
- 荷蘭：2家
- 丹麦：1家
- 義大利：1家

大洋洲
- ：30家

## 全球旗艦店
| 城市     | 店名                               | 地址                                                    | 开幕日期                          |
| -------- | ---------------------------------- | ------------------------------------------------------- | --------------------------------- |
| 日本國內 |                                    |                                                         |                                   |
| 大阪     |                                    |                                                         | 2010年10月1日                     |
| 東京     | 銀座店                             |                                                         | 2012年3月16日                     |
| 大阪     | UNIQLO OSAKA                       |                                                         | 2014年10月31日                    |
| 日本海外 |                                    |                                                         |                                   |
| 紐約     | NY Soho Store                      | 546 Broadway, New York, NY 10012 USA                    | 2006年11月10日                    |
| 倫敦     | 311 Oxford Street                  | 311 Oxford Street London W1C 2HP                        | 2007年11月7日                     |
| 巴黎     | Paris Opéra                        | 17, rue Scribe 75009 Paris                              | 2009年10月1日                     |
| 上海     | 南京西路店                         | 上海市靜安區南京西路969號                               | 2010年5月15日                     |
| 吉隆坡   | Fahrenheit 88 Store                | No 179 Jalan Bukit Bintang 55100 Kuala Lumpur, Malaysia | 2010年11月4日                     |
| 台北     | UNIQLO TAIPEI （原明曜百貨旗艦店） | 臺北市大安區忠孝東路四段200號1樓-4樓 （原同址1樓-3樓）  | 2021年10月8日 （原2011年9月23日） |
| 紐約     | 5th Avenue Store                   | 666 5th Avenue at 53rd Street, New York, NY 10103       | 2011年10月14日                    |
| 首爾     | 明洞中央店                         | 首爾特別市中區忠武路                                    | 2011年11月11日                    |
| 福州     | 福州五四北泰禾廣場店               | 福州市晉安區新店鎮坂中路6号                             | 2012年8月31日                     |
| 香港     | 利舞臺店                           | 香港銅鑼灣波斯富街99號                                  | 2013年4月26日                     |
| 上海     | UNIQLO SHANGHAI                    | 上海市黄浦區淮海中路887號                               | 2013年9月30日                     |
| 廣州     | 廣州維多利廣場店                   | 廣州市天河區體育西路101號1樓-4樓                        | 2014年3月28日                     |
| 柏林     | UNIQLO BERLIN                      | Tauentzienstrasse 7, 10789 Berlin                       | 2014年4月11日                     |
| 新加坡   | Orchard Central                    |                                                         | 2016年9月2日                      |

## 與其競爭的品牌
- Zara
- Lativ
- GAP
- H&M
- 美特斯邦威
- C&A
- Bossini
- 佐丹奴
- NET
- 思夢樂

## 外部連結
日本
- 株式会社 ファーストリテイリング （页面存档备份，存于）
- UNIQLO日本官方网站 （页面存档备份，存于）

韓國
- UNIQLO韓國官方网站 （页面存档备份，存于）

美國
- UNIQLO美國官方網站 （页面存档备份，存于）

英國
- UNIQLO英國官方網站 （页面存档备份，存于）

台灣
- UNIQLO台灣官方網站 （页面存档备份，存于）
- 台灣優衣庫有限公司台灣公司資料 （页面存档备份，存于）
- UNIQLO TW 手機APP(Android) （页面存档备份，存于）
- UNIQLO TW 手機APP(ios) （页面存档备份，存于）

香港
- UNIQLO香港官方網站 （页面存档备份，存于）

中國大陸
- UNIQLO中國大陸官方網站 （页面存档备份，存于）